# Código de Pontos (ginástica aeróbica)

Pictograma da modalidade aeróbica

O Código de Pontos ou código de pontuação é o sistema de avaliação usado pela Federação Internacional de Ginástica (FIG) na na ginástica aeróbica.
É nele que se baseiam os praticantes da modalidade ginástica aeróbica, bem mal como árbitros e todos os envolvidos com os desportos. Elaborado pela FIG, é ele quem rege o andamento de todas as competições internacionais a nível de apresentações sqn- segurança e dificuldade das rotinas realizadas.